# جام حذفی فوتبال آلمان ۱۹–۲۰۱۸

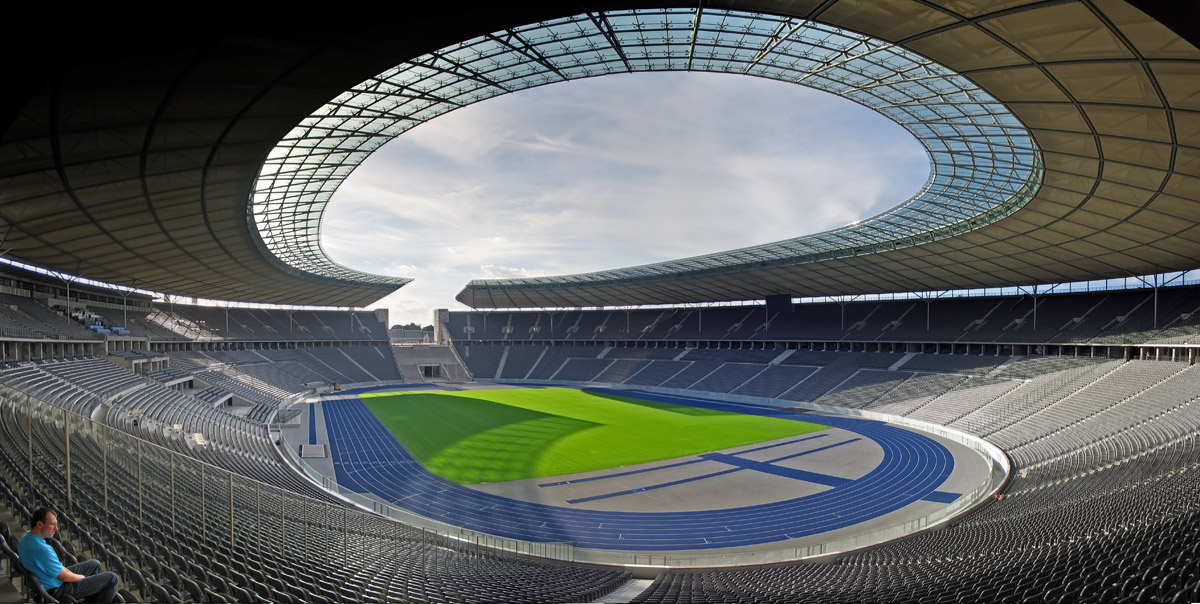
نمایی از استادیوم «المپیادیستون» محل برگزاری فینال

جام حذفی آلمان ۱۹–۲۰۱۸، هفتاد و ششمین دوره رقابت سالانه جام حذفی فوتبال آلمان بود. شصت و چهار تیم در این رقابتها حضور داشتند که شامل همه تیم‌های سال گذشته بوندس لیگا و بوندس لیگا ۲ می‌شد. این رقابت‌ها در تاریخ ۱۷ اوت ۲۰۱۸ آغاز شد و در ۲۵ می ۲۰۱۹ در ورزشگاه المپیادیستون شهر برلین (ورزشگاه بی‌طرف که محل برگزاری دیدار فینال از سال ۱۹۸۵ است.) به پایان رسید. دی اف بی پوکال یا جام حذفی پس از بوندس لیگا، دومین عنوان مهم باشگاهی در فوتبال آلمان محسوب می‌شود. دی اف بی پوکال توسط فدراسیون فوتبال آلمان (DFB) اداره می‌شود.
مدافع عنوان قهرمانی باشگاه آینتراخت فرانکفورت که در فینال قبلی با نتیجه ۳ بر ۱ بایرن مونیخ را شکست داده بود. این بار در دور اول توسط باشگاه اولم از دور رقابت‌ها خارج شد و با نتیجه ۱–۲ شکست خورد.
در دیدار نهایی بایرن مونیخ با نتیجه ۳–۰ مقابل آر بی لایپزیگ پیروز شد و نوزدهمین عنوان قهرمانی خود را جشن گرفت.